# Hurricanes (banda)
Hurricanes é uma banda brasileira de rock e blues formada em 2016, na cidade de Santa Maria, no Rio Grande do Sul.
É formada por Rodrigo Cezimbra (vocal), Leo Mayer (guitarra elétrica), Henrique Cezarino (baixo) e Guilherme Moraes (bateria).

## Carreira
A banda foi fundada pelo guitarrista Leo Mayer e o vocalista Rodrigo Cezimbra em 2016, no sul do Brasil, com intuito de tocar rock n’ roll dos anos 1970.
Em 2018, mudaram-se para São Paulo, onde conheceram o baterista Guilherme Moraes e o baixista Henrique Cezarino.
Em março de 2023, fizeram o show de abertura da única apresentação da turnê da banda The Black Crowes no Brasil, realizada em São Paulo.
Também em março de 2023, lançam o single “The Bird’s Gone”. O segundo single, “Purple Clouds”, inspirado no blues e rock dos anos 70, sai em abril do mesmo ano, acompanhado de um clipe, com imagens da gravação no estúdio. Em junho sai o terceiro single, “Thunder in the Storm”. No final do mesmo mês, lançam seu álbum de estreia via ForMusic Records, o disco autointitulado Hurricanes. O álbum, composto de 8 faixas, foi produzido pelo próprio guitarrista da banda, Leo Mayer.
Em dezembro de 2023, sai o single “Penny in My Pocket”. Em abril de 2024, lançam “Big Eyes”, uma canção introspectiva e acústica. As duas músicas compõem Back To The Basement, segundo disco de estúdio da banda, lançado em setembro do mesmo ano, após apoio de uma campanha de crowdfunding. O álbum foi eleito por Igor Miranda, jornalista da Rolling Stone Brasil, entre os 10 melhores discos de rock de 2024.
Em junho de 2025, se apresentam no festival Best Of Blues And Rock, no Parque Ibirapuera, em São Paulo, na mesma noite de Deep Purple e Judith Hill.

## Discografia

### Álbuns de estúdio
- Hurricanes (2023)
- Back To The Basement (2024)

## Integrantes
- Rodrigo Cezimbra (vocal) (2016-presente)
- Leo Mayer (guitarra elétrica) (2016-presente)
- Henrique Cezarino (baixo) (2018-presente)
- Guilherme Moraes (bateria) (2018-presente)